# Овсеньки
Овсе́ньки (авсеньки, овсени, авсени, баусени, таусени, усени, авсеневы песни) — поздравительно-величальные песни, исполняемые во время святочного обходного обряда Овсень. Вместе с северорусскими виноградьями, среднерусскими и южнорусскими колядками, овсеньки образуют цикл русских святочных песен обходного типа, являясь по сути разновидностью русских колядок. Распространены в районах Поволжья, средних и некоторых южных областях России (Тамбовская, Тверская, Ярославская, Московская, Тульская, Рязанская, Владимирская, Нижегородская, Оренбургская, частично — Воронежская, Белгородская и Курская).

## Название
Название дано по типовому рефрену: «Ой, овсень, ой овсень!», «Авсень, авсень!», «Бай, авсень!», «Таусень, таусень!», «Та-аосин!» и тому подобное. Овсеневые песни практически ни чем не отличаются от среднерусских колядок, кроме припева (и факта их приуроченности к кануну Нового года). Одни и те же песни, исполняемые на Рождество, могли именоваться колядками, a в канун Нового года — авсенями. Тексты со сдвоенным рефреном («Ой авсень, ой коляда!») встречались как в рождественском, так и в новогоднем песенном цикле.
Во многих авсеневых песнях слово Овсень-Авсень обнаруживает тенденцию к разным народно-этимологическим притяжениям, например к слову овёс, — при том, что овёс присутствует в обряде  (им обсыпапают, обсевают) и в текстах.
Наиболее приемлемой представляется связь слова «овсень» с корнем, к которому восходят слова «сев», «сеять».

## Особенности
Одна из особенностей исполнения песен-овсеней — форсированный звук, громкий крик. По некоторым свидетельствам, «усень — не песня, усень кричат» (Розов, рукоп.). При обращении к хозяевам дома участники обхода обычно спрашивали разрешения: «Авсень кликать?», «Можно ли овсень кликать?», а те отвечали: «Кличьтя!» Это же выражение зафиксировано в церковных источниках XVII в., осуждавших московский обычай «в навечери Рождества Христова кликать коледы и усени».
Если русские колядки обычно имеют вид обобщенных величаний, адресованных всей семье в целом, то овсеневые песни часто исполнялись индивидуально, каждому члену семьи в отдельности. Ср. вступительную формулу, предваряющую пение: «Тётка, кому усенькать?» или «Кричать ли усеньку? Кого величать?». Иногда хозяева заказывали посетителям конкретную песню из общеизвестного местного репертуара овсенсй: «Бабушка с дедушкой, аусеньки скричать ли?» — «Кричи!» — «Кому?» — «Соньке! Косу́!» В Кадомском районе Рязанской области овсени-величания для девушек назывались «коса», а для парней — «кудри». Например: «А ты уж Сонюшка честна, / С отцом, с матерью росла, / Косу русу заплела...» В нижегородском обряде девушкам пели: «Как по мосту шла-прошла девица»; парням — «Не весел сокол по полю воздвигается»; молодожёнам — «Как у месяца золотые рога»; старикам — «Уродися, уродися у хозяина рожь».
Наиболее значимые (призванные обеспечить благополучие дому и семье) овсени исполнялись хозяину и его старшим сыновьям. Содержание их во многом совпадает с традиционными мотивами русских колядок: «строительство моста, по которому предстоит ехать овсеню или Новому году»; «три терема во дворе хозяина: в одном из них сам хозяин, как ясен месяц, во втором — хозяйка, как солнышко, в третьем — их детушки, как часты звездушки»; «кликальщики овсеня ходят по проулочкам в поисках хозяйского двора»; «хозяина дома нету: поехал ток мести, рожь молотить, сына женить» и т. п. В зачинах этих величаний часто выступает персонифицированный Овсень как активно действующий персонаж, который «идёт по дорожке, находит железце, делает топорочек, мостит мосточек», «сам едет по мосту, ходит-ищет двор хозяина» и т. п.
В цикле овсеневых песен, кроме величаний, фигурировали и особые кумулятивные тексты вопросно-ответной структуры, содержание которых не связано с поздравительной темой. Ср., например.: 

«Таусень дуда, 

Ты где была? 

Коней пасла. 

Что выпасла? 

Коня в седле, 

В золотой узде. 

А где кони? 

За воротами стоят. 

Где ворота? 

Водой снесло. 

Где вода? 

Быки выпили. 

Где быки? 

За горы ушли...» и т.п. 
В селе Ураково Красненского района Белгородской области мужчины под новый год ходили по домам и посевали овсом. Они пели:

Ой, Овсеня! Прыг, прыг, козлик.

Ой, Овсеня! — Чё ты прыгаешь?

Ой, Овсеня! — Брусок ищу

Ой, Овсеня! — На что брусок?

Ой, Овсеня! — Косу точить.

Ой, Овсеня! — На что косу?

Ой, Овсеня! — Траву косить.

Ой, Овсеня! — На что траву?

Ой, Овсеня! — Коня кормить.

Ой, Овсеня! — На что коня?

Ой, Овсеня! — К празднику ехать.

Ой, Овсеня! В Афанасьевку.

Ой, Овсеня! Там люди живут богатаи,

Ой, Овсеня! Они деньги гребут лопатами.

Ой, Овсеня! 
Заключительная часть овсеней (как и всех других обходных песен) — просьба одарить исполнителей. Чаще всего им подавали блины и иные хлебные изделия, а также что-либо из мясных угощений. Ср. типичные просительные формулы: «Авсень, авсень, / Падавай савсем! / Кишку да ножку в заднюю акошку; В переднее окошко блин да лепёшку, а в заднее окошко — поросячью ножку!» Если хозяева не разрешали авсенькать (либо плохо одаривали исполнителей), звучали угрозы и проклятья: «Хто ни дасть хлеба — быка из хлева! / Хто ни дасть пирага — карову за рага!» или «На Новый год — дубовый гроб, / Асинава тибе крышка, жэлезна задвижка!».